# 林譲治 (政治家)
林 譲治（はやし じょうじ、1889年（明治22年）3月24日 - 1960年（昭和35年）4月5日）は、日本の政治家。第41代衆議院議長、副総理、厚生大臣、初代内閣官房長官、内閣書記官長、高知県議会議員を歴任。位階勲等は従二位勲一等旭日桐花大綬章。

## 来歴・人物
自由民権運動家としても活躍した明治・大正期の政治家・林有造の次男として高知県幡多郡宿毛村（現：宿毛市）に生まれた。戦後の内閣総理大臣・吉田茂の又従弟に当たる。1918年（大正7年）京都帝国大学法科大学独法科を卒業する。三菱倉庫勤務を経て1923年（大正12年）に宿毛町長、1927年（昭和2年）に高知県会議員となる。
1930年（昭和5年）の第17回衆議院議員総選挙に立候補し当選。以後、当選11回。1931年（昭和6年）犬養内閣の鳩山一郎文部大臣秘書官となって以来、立憲政友会鳩山派幹部となる。1939年の政友会分裂に際しては鳩山とともに正統派（総裁は久原房之助）に所属し、政党解消後は大政翼賛会に批判的な同交会に所属した。翼賛選挙では非推薦で立候補し落選する。
戦後、第1次吉田内閣で内閣書記官長に就任。外交官出身で内政や党務に弱い吉田を、大野伴睦（日本自由党幹事長）とともに補佐。大野・益谷秀次と並び、吉田内閣「党人御三家」と呼ばれた。第2次・第3次吉田内閣で副総理兼厚生大臣、第3次吉田第1次改造内閣で副総理を歴任。実父が宿毛市出身の吉田と、同市出身の林の組み合わせから、世間からは「宿毛内閣」と呼ばれた。1951年（昭和26年）衆議院議長に就任。1952年に吉田首相が側近の福永健司を、増田甲子七に代わる自由党幹事長にすべく、議員総会において抜き打ちで指名を敢行した際に反対派が激しく抵抗し、最終的に林が幹事長となった。その後に総務を務めた。がんの悪化により1960年（昭和35年）4月5日に没、享年71。墓所は故郷宿毛市東福院に建つ。
俳人としても知られ、鰌児、寿雲などと号す。政治家、新聞記者を中心にした句会・東嶺会を主宰。富安風生に師事し、没後刊の句集『古袷』（雪華社、1963年）がある。
長男林迶は、参議院議員で労働大臣に就いた。次男林遉は、宿毛市長に就いたが、病弱なため在職中に急逝している。長女麗は大蔵官僚の岩動道行（のち参議院議員、科学技術庁長官）に嫁いだ。従兄弟岩村通世は、戦時中に司法大臣だったため、A級戦犯として逮捕されたが不起訴・釈放となった。
なお、宿毛市中心部にあった旧林邸宅は改修され「宿毛まちのえき 林邸」で運営されている